# لؤي صلاح
لؤي صلاح من مواليد 7 فبراير 1980 في بغداد في العراق، لاعب كرة قدم عراقي سابق ومدرب حالي. يدرب حالياً نادي الميناء.
بدأ مسيرته الكروية مع نادي القوة الجوية في عام 1999، لغاية 2001 وبعدها مثل الزوراء لموسم واحد فقط ليعود إلى الجوية لعب للأزرق لغايه 2006 بعدها غادر إلى الدوري الإيراني لعب مع نادي بيروسبيلوس الإيراني، ولعب معهم 8 مباريات وسجل هدف واحد. ويلعب لؤي صلاح حاليا مع نادي أربيل منذ موسم 2007-2008 حيث يعتبر الهداف التاريخي للنادي الشمالي برصيد 103 هدف ...أشهر حركاته...اشتهر لؤي صلاح بحركة العاطفية تجاه ناديه السابق القوة الجوية وذلك عندما سجل هدف في مرماهم واخذ يهز رأسه وكأنه يعاتب نفسه وعندما سئله أحد الصحفيين عن هذه الحركة ابتسم وقال..ابني لايقبل ان اسجل في مرمى الجوية... القابه... الدوري العراقي 4 (2005-2008-2009-2012)
و هو يلعب مع منتخب العراق لكرة القدم، وقد كان مع الفريق الفائز في كأس آسيا 2007.

## روابط خارجية
- لؤي صلاح على موقع الاتحاد الدولي (مؤرشف)  (الإنجليزية)
- لؤي صلاح على موقع قاعدة بيانات كرة القدم.إي يو (الإنجليزية)
- لؤي صلاح على موقع ناشيونال فوتبول تيمز (الإنجليزية)
- لؤي صلاح على موقع كووورة